# Australian Opal Centre
Das Australian Opal Centre ist ein nationales Museum mit der weltgrößten öffentlichen Sammlung von australischen Opalen und opalisierten Fossilien. Ferner widmet es sich der Bewahrung der Geschichte des Opalabbaus.
Das Museum befindet sich im Outback in Lightning Ridge in New South Wales, Australien. Die Baukosten des Museums betrugen 28,5 Millionen AUD. 2012 stellte der australische Staat AUD 107,040 zur weiteren Entwicklung des Museums zur Verfügung.

## Museumsgebäude
Eröffnet wurde das Museum 2008 in einem zweistöckigen unterirdischen Gebäude von 100 Metern Länge im historischen Three Mile Opal Field. Der Komplex beinhaltet eine Dauerausstellung, ein Kino, eine Galerie, Bibliothek, ein Laboratorium und zeigt einen Garten mit Pflanzen, die vor 110 Millionen Jahren wuchsen, wie Wollemies, Farne und Palmfarne. Das Gebäude hat keinen elektrischen und Wasseranschluss; es erzeugt seine eigene Energie, Wasser und Frischluft durch das auf Geländeebene liegende Dach, das Regenwasser sammelt und Solarenergie erzeugt.

## Sammlung
2010 konnte das Australian Opal Centre eine Sammlung von 4000 opalisierte Fossilien und Opalen vorweisen. Einige der Fossilien sind Gegenstand wissenschaftlicher Untersuchungen.
Die Sammlung der 110 Millionen Jahre alten Fossilien aus der frühen Kreide umfassen Artefakte aus den Opalfeldern von White Cliffs, Coober Pedy, Andamooka, Mintabie und Lambina.
Die Sammlung umfasst sowohl zahlreiche Exemplare der frühen Flora und Fauna.
Opalisierte Pflanzen zeigt das Museum wie primitive Koniferen wie die (Araucariana queenslandica), Steineiben (Podocarpus) und Kauri-Bäume, Farne, Samenfarne, Günsel, Pilze und Flechten, Moose, Lebermoose und Schachtelhalme.
Die Fauna-Sammlung umfasst Relikte opalisierter Muscheln und Schlangen, Schildkröten, Haifisch- und Krokodilzähne, Fisch- und Saurierknochen von Sauropoden, Sauropodomorpha, Theropoden, Ornithopoda, Ornithomimosauria, Hypsilophodontidae und Flugsaurier. Das Museum hat stellt die einzige opalisierte Wirbelsäule eines Säugetiers weltweit aus, eine Wirbelsäule des Steropodon, ein dem Schnabeltier ähnliches Tier.

## Weiterentwicklung
2012 stellte der australische Staat 107,040 AUD zur weiteren Entwicklung des Museums zur Verfügung.